# Событие (фильм, 2015)
«Собы́тие» — чёрно-белый документальный фильм 2015 года украинского режиссёра Сергея Лозницы, смонтированный из кинохроники событий августовского путча в Ленинграде, которые были сняты шестью операторами киностудии «Лендокфильм». Мировая премьера состоялась на 72-м Венецианском фестивале 5 сентября 2015 года. Лента «состоит из полутора десятков мини-сюжетов, отделённых друг от друга секундами затемнения и несколькими аккордами увертюры к "Лебединому озеру"».

## Сюжет
Картина о трёх днях в Ленинграде в августе 1991 года, когда на Дворцовую площадь города вышли тысячи горожан в поддержку демократических сил. В первый день 19 августа — людей мало, но на следующий день — огромная толпа, несколько десятков тысяч человек. Митингующие строят баррикады на подступах к Ленинградскому городскому совету, раздаются листовки с логотипом газеты «Час пик», Анатолий Собчак из окна подбадривает людей на площади, поэты декламируют революционные стихи. Собчак снова обращается к людям, а рядом с ним его помощник Владимир Путин. На третий день Государственный комитет по чрезвычайному положению терпит поражение в Москве, а Анатолий Собчак в Ленинграде объявляет о победе и заявляет, что советские флаги будут заменены на российские триколоры. В конце речи он говорит: «Спасибо вам большое за поддержку, а сейчас возвращайтесь на свои рабочие места». Молодой человек снимает Красное знамя, а тем временем другие опечатывают здание Смольного, где находился обком КПСС.

## Критика
Кинокритик Мария Кувшинова оценила фильм как приквел «Майдана», предыдущей картины Лозницы: «Киевский Майдан, опрокинутый в невозвратное российское прошлое, в август 1991 года, когда улицы наших городов, как и недавно на Украине, заполняли люди всех сословий и возрастов». По словам киноведа Михаила Лемкина, «самим названием Лозница лишает августовские дни высокого пьедестала драмы, переводя историю на уровень заурядной повседневности». Обозреватель Антон Долин назвал «Событие» «самым актуальным, острым, болезненным российским фильмом года».